# Ćorkovići
Ćorkovići (szerbül: Ћорковићи), falu Bosznia-Hercegovinában, a Bosanska Krajina keleti részén, Kotor-Varoš községben, a Szerb Köztársaságban. 

## Fekvése
A település Bosznia-Hercegovina északi részén, Banja Lukától légvonalban 47, közúton 72 km-re délkeletre, községközpontjától légvonalban 25, közúton 40 km-re délkeletre, 620-1224 méteres tengerszint feletti magasságban fekszik. Ćorkovići központja a Petrovo Polje meredek, délnyugati lejtőin található, körülbelül 910-930 m tengerszint feletti magasságban. A falu alatt folyik Ćorkovac, a Vrbanja bal oldali mellékfolyója. Egy helyi út (a Skender Vakuf – Imljani – Korićani – Vitovlje – Turbe) halad át rajta, amely Ilomskán keresztül az R-440 (Kotor-Varoš – Obodnik – Šiprage – Kruševo Brdo) regionális uttal köti össze. Körülbelül 8 km-re van Šipragétól.

## Népessége
| Nemzetiségi csoport | Népesség 1991 | Népesség 2013 |
| ------------------- | ------------- | ------------- |
| Szerb               | 175           | 85            |
| Bosnyák             | 0             | 10            |
| Horvát              | 0             | 0             |
| Jugoszláv           | 0             | 0             |
| Egyéb               | 0             | 2             |
| Összesen            | 175           | 97            |

## Története
A szerb lakosságú település 1878-ig tartozott az Oszmán Birodalomhoz, ekkor a berlini kongresszus határozata alapján az Osztrák-Magyar Monarchia része lett. 1879-ben az első osztrák-magyar népszámlálás során a Jajcai járáshoz és Imljane községhez tartozó településnek 7 háztartása és 108 ortodox lakosa volt.  1910-ben a Kotor Varoš-i járáshoz és Imljani községhez tartozó tartozó településen 19 háztartást és 138 ortodox lakost találtak. A monarchia szétesésével 1918-ban előbb a Szerb-Horvát-Szlovén Királyság, majd 1929-től a Jugoszláv Királyság része lett. Az 1929-es törvény értelmében, amikor Bosznia-Hercegovinát négy banovinára, Drinskára, Vrbaskára, Zetskára és Primorskára osztották, a település a Vrbaska banovina része lett, amelynek székhelye Banja Luka volt. Jugoszlávia megszállása után a Független Horvát Állam (NDH) része lett. A boszniai háborút lezáró daytoni békeszerződést követő területfelosztásnál Kotor-Varoš község részeként a Szerb Köztársaság területéhez került. 